# Gyöngyösfalu
Gyöngyösfalu (horvátul: Šergija) község Vas vármegyében, a Kőszegi járásban.

## Fekvése
A Gyöngyös-sík északnyugati részén fekszik, Szombathelytől 10 kilométerre északnyugatra, a Gyöngyös-patak mentén. Határa a keleti oldalon sík, nyugaton észak-déli irányban szőlőhegy húzódik.
Korábban különálló (mára gyakorlatilag összenőtt) településrészei: Ludad és Seregélyháza a központjától déli, illetve Pöse attól nyugati irányban.
A szomszédos települések: észak felől Lukácsháza, északkelet felől Pusztacsó, dél felől Gencsapáti, délkelet felől Perenye, északkelet felől pedig Kőszegdoroszló.

### Megközelítése
A település keleti szélén végighalad dél-északi irányban a 87-es főút, így az ország távolabbi részei felől ez a legfontosabb közúti megközelítési útvonala. A mai települést alkotó (korábban önálló) községrészek többségén azonban csak a 8721-es út húzódik végig, ezen érhető el a megyeszékhely, Szombathely belvárosa felől éppúgy, mint északi szomszédja, Lukácsháza irányából is.
A hazai vasútvonalak közül a települést a Szombathely–Kőszeg-vasútvonal érinti, melynek egy megállási pontja van itt; Gyöngyösfalu megállóhely a központ keleti szélén helyezkedik el, közvetlenül a 87-es főút mellett.
A település seregélyházi részét érintette volna az 1847-ben tervezett Sopron-Kőszeg-Szombathely-Rum-Zalaszentgrót-Nagykanizsa vasútvonal.

## Története
A mai település Kispöse, Nagypöse, Ludad és Seregélyháza egyesítésével keletkezett. 1386-ban említik először.
Pösében már a középkorban is állt Szent Márton tiszteletére épített templom. E régi templom néhány kőfaragványa az új templomban is megtalálható.
Vályi András szerint "PÖSE. Kis Pöse, Nagy Pöse. Két falu Vas Vármegyében. Kis Pősének földes Urai több Uraságok; Nagynak pedig földes Ura Hg. Eszterházy Uraság; lakosai katolikusok, és másfélék.  LUDAD. Ludung. Elegyes magyar falu Vas Várm. földes Ura H. Eszterházi Uraság, lakosai katolikusok, fekszik Nagy Pöséhez nem meszsze, és annak filiája, földgye termékeny, fája, legelője van, el adása Kőszögön, és Szombathelyen van, réttyei jók. SEREGÉLYHÁZA. Német falu Vas várm. földes Ura G. Koller Uraság, lakosai katolikusok, fekszik Nagy Pőséhez nem meszsze, és annak filiája; határja is hozzá hasonlító."
Fényes Elek szerint "Kis és Nagy Pőse, 2 magyar falu, Vas vmegyében, ut. p. Kőszeg, 250 kath., 40 evang. lak. Nagy Pősén van kath. paroch. szentegyház, s fő birtokosa hg Eszterházy; Kis Pőse közbirtokosoké. Határuk róna és jó buzatermő. Ludad, Luding, magyar falu, Vas vmegyében, a Gyöngyös mellett: 244 kath. lak., róna és termékeny határral. F. u. h. Eszterházy. Ut. posta Kőszeg. 3/4óra. Seregélyháza, magyar falu, Vas vgyében, 84 kath. lak. Ut. post. Szombathely"

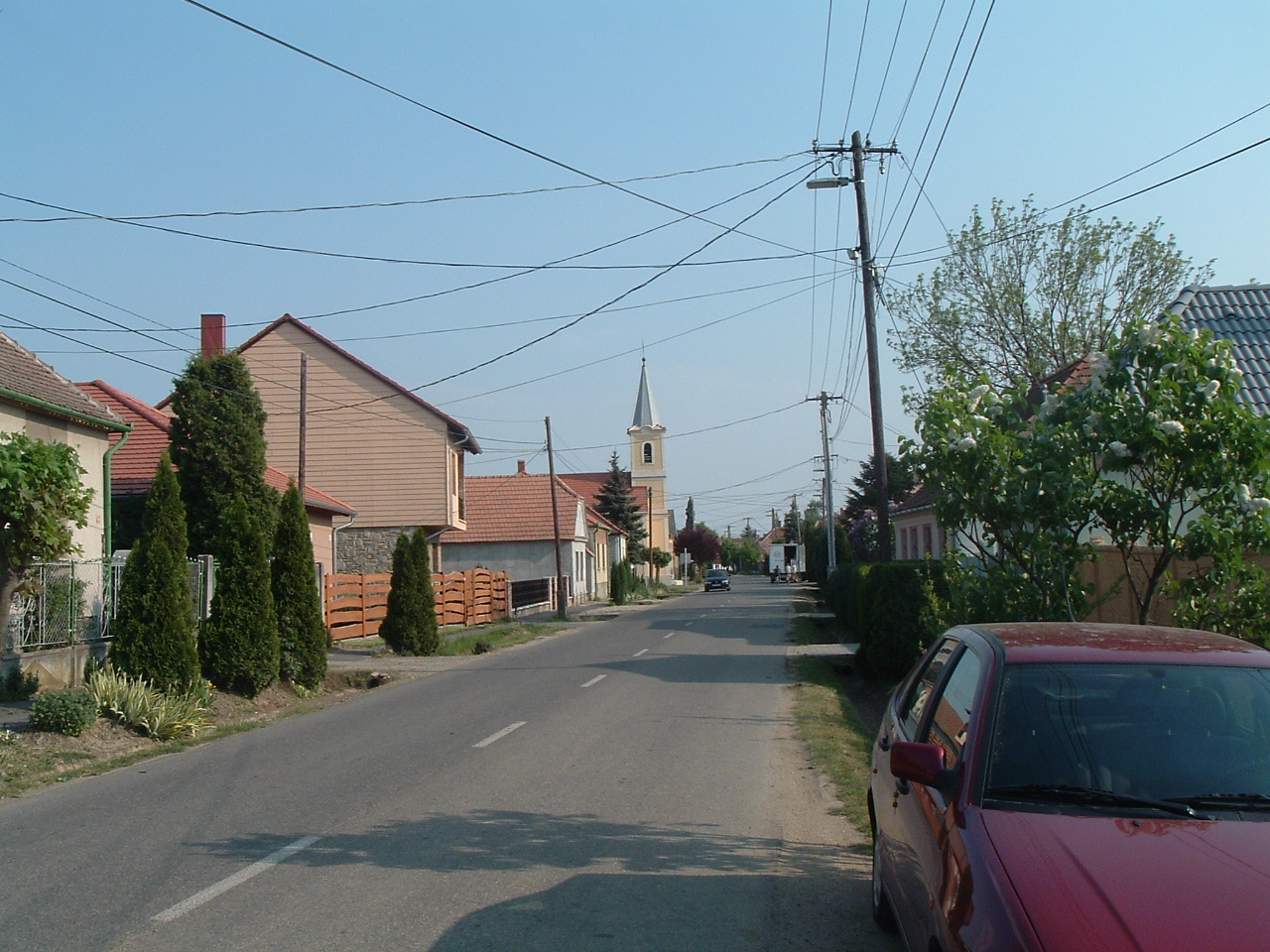
A főutca a ludadi templommal

1910-ben Kispösének 142, Nagypösének 182, Ludadnak 298, Seregélyházának 165 lakosa volt. Mind a négy község Vas vármegye Kőszegi járásához tartozott.
Kis- és Nagypösét 1928-ban egyesítették, majd 1950-ben Ludaddal és Seregélyházával egyesítve a Gyöngyösfalu nevet kapta.

## Közélete

### Polgármesterei
- 1990–1994: Bodorkós Imre (SZDSZ)[7]
- 1994–1998: Tar János (független)[8]
- 1998–2002: Tar János (független)[9]
- 2002–2006: Tar János (független)[10]
- 2006–2010: Tar János (független)[11]
- 2010–2014: Tar János (független)[12]
- 2014–2015: Nádor István Dezső (független)[13]
- 2015–2019: Kiss Tibor (független)[14]
- 2019–2024: Tóth Árpád József (független)[15]
- 2024– : Tóth Árpád József (független)[1]

A településen 2015. október 18-án időközi polgármester-választást tartottak, az előző polgármester lemondása miatt.

## Népesség
A település népességének változása:
| Lakosok száma | 1144 | 1135 | 1134 | 1157 | 1189 | 1126 | 1103 | 1099 |
|               | 2013 | 2014 | 2015 | 2016 | 2021 | 2022 | 2023 | 2024 |

A 2011-es népszámlálás során a lakosok 82,6%-a magyarnak, 3,8% németnek, 1,3% horvátnak, 0,5% lengyelnek, 0,2% szlováknak, 0,2% románnak mondta magát (15,3% nem nyilatkozott; a kettős identitások miatt a végösszeg nagyobb lehet 100%-nál). A vallási megoszlás a következő volt: római katolikus 62,1%, református 1,7%, evangélikus 3,1%, felekezet nélküli 3,1% (29,6% nem nyilatkozott).
2022-ben a lakosság 90,3%-a vallotta magát magyarnak, 1,5% németnek, 0,8% horvátnak, 0,3% cigánynak, 0,3% lengyelnek, 0,1-0,1% görögnek és szlovénnek, 2,5% egyéb, nem hazai nemzetiségűnek (9,5% nem nyilatkozott; a kettős identitások miatt a végösszeg nagyobb lehet 100%-nál). Vallásuk szerint 52,8% volt római katolikus, 2,7% evangélikus, 1,3% református, 0,1% görög katolikus, 0,8% egyéb keresztény, 1,8% egyéb katolikus, 6,5% felekezeten kívüli (34% nem válaszolt).

## Nevezetességei
- A pösei Szent Márton plébániatemplom 1905-ben épült neogótikus stílusban.
- Szentháromság tiszteletére szentelt római katolikus temploma eklektikus stílusban épült.
- Tolnay Sándor emlékműve az általános iskola udvarán.
- Idős házi berkenyefák a Pösei-hegyen
- 200 éves vadkörtefa
- Holdfény Liget kalandpark